# Robert F. Ligon
Robert Fulwood Ligon (* 16. Dezember 1823 in Watkinsville, Oconee County, Georgia; † 11. Oktober 1901 in Montgomery, Alabama) war ein US-amerikanischer Politiker.
Robert F. Ligon, Sohn von Robert und Wilhelmina Ligon, studierte Jura an der University of Georgia in Athens. Er wurde 1845 in die Anwaltschaft aufgenommen und praktizierte in Tuskegee, Alabama. In dieser Stadt hatte er sich im Jahr zuvor niedergelassen. Während des Mexikanisch-Amerikanischen Kriegs diente er im First Alabama Battalion und bekleidete dort den Rang eines Captain. Politisch betätigte Ligon sich 1849 und 1850 als Mitglied des Repräsentantenhauses von Alabama und gehörte von 1861 bis 1864 dem Senat des Staates an. Während des Bürgerkriegs diente er in der Konföderiertenarmee in der Kompanie F des zwölften Regiments der Alabama Infanterie der Rhodes Division. Wiederum hatte er den Rang eines Captain inne. Nach dem Krieg nahm Ligon seine Anwaltstätigkeit wieder auf.
Nach einer gescheiterten Kandidatur zum Gouverneur von Alabama 1872, wurde er 1874 zum Vizegouverneur des Staates gewählt und übte das Amt von 1874 bis 1876 aus. Mit der neuen Staatsverfassung von 1875 wurde das wieder abgeschafft und Ligon war bis 1901 der letzte Vizegouverneur Alabamas. Als Demokrat wurde er in den Kongress der Vereinigten Staaten gewählt und vertrat dort den Bundesstaat Alabama im US-Repräsentantenhaus vom 4. März 1877 bis zum 3. März 1879. Danach zog sich Ligon aus der Politik zurück und wurde wieder als Anwalt tätig. 1884 beendete er seine Anwaltskarriere und zog nach Montgomery.
Ligon, der Methodist und Freimaurer war, war seit 1850 mit Emily Paine verheiratet. Aus der Ehe gingen fünf Kinder hervor.